# フライングフォックス
フライングフォックス（Flying Fox、1896年 - 1911年）は、19世紀末に活躍したイギリスの競走馬。史上8頭目のイギリスクラシック三冠馬で、のちにフランスで種牡馬としても成功した。

## 生涯
2歳時はニューステークスなど5戦3勝。翌3歳時は三冠を含む6戦全勝。ほかにジョッキークラブステークス、エクリプスステークス、プリンスオブウェールズステークスを制している。翌年も現役を続行する予定だったが、馬主の初代ウェストミンスター公が死亡したため、エドモン・ブランが37500ギニーの記録的な額で購入、急遽フランスで種牡馬入りした。フランス入り後、気性難故にフランス中どこを探してもフライングフォックスを扱える調教師が見つからず、現役続行が事実上不可能になったのが真相である。種牡馬としてはアジャックスを出すなど成功し、3度フランスチャンピオンサイアーになった。

## 逸話
- 生産者は馬産家として成功した初代ウェストミンスター公。フライングフォックスはその最後の活躍馬で、本馬の祖父オーモンドに次ぐ三冠馬となった（牝馬を入れれば四冠馬セプターもウェストミンスター公の生産馬）。
- 母ヴァンパイアは自分の子供を殺してしまうというかなり気性に問題のある馬で、他牧場への輸送や、種つけ相手の種牡馬には危険が伴うことが予想された。そのためガロピンの3×2という強いインブリードができることを承知で自分が所有していたオームを種付けした。

## 血統表
| フライングフォックスの血統 | フライングフォックスの血統                                                               | フライングフォックスの血統                                                               | （血統表の出典）                                                                         | （血統表の出典）    |
| 父系                       | オーム系                                                                                 | オーム系                                                                                 | オーム系                                                                                 | [ § 2 ]             |
| 父 Orme 鹿毛 1889          | 父の父Ormonde 鹿毛 1883                                                                  | Bend Or                                                                                  | Doncaster                                                                                | Doncaster           |
| 父 Orme 鹿毛 1889          | 父の父Ormonde 鹿毛 1883                                                                  | Bend Or                                                                                  | Rouge Rose                                                                               |                     |
| 父 Orme 鹿毛 1889          | 父の父Ormonde 鹿毛 1883                                                                  | Lily Agnes                                                                               | Macaroni                                                                                 | Macaroni            |
| 父 Orme 鹿毛 1889          | 父の父Ormonde 鹿毛 1883                                                                  | Lily Agnes                                                                               | Polly Agnes                                                                              |                     |
| 父 Orme 鹿毛 1889          | 父の母Angelica 鹿毛 1879                                                                 | Galopin                                                                                  | Vedette                                                                                  | Vedette             |
| 父 Orme 鹿毛 1889          | 父の母Angelica 鹿毛 1879                                                                 | Galopin                                                                                  | Flying Duchess                                                                           |                     |
| 父 Orme 鹿毛 1889          | 父の母Angelica 鹿毛 1879                                                                 | St.Angela                                                                                | King Tom                                                                                 | King Tom            |
| 父 Orme 鹿毛 1889          | 父の母Angelica 鹿毛 1879                                                                 | St.Angela                                                                                | Adeline                                                                                  |                     |
| 母 Vampire 黒鹿毛 1889     | 母の父Galopin 鹿毛 1872                                                                  | Vedette                                                                                  | Voltigeur                                                                                | Voltigeur           |
| 母 Vampire 黒鹿毛 1889     | 母の父Galopin 鹿毛 1872                                                                  | Vedette                                                                                  | Mrs.Ridgway                                                                              |                     |
| 母 Vampire 黒鹿毛 1889     | 母の父Galopin 鹿毛 1872                                                                  | Flying Duchess                                                                           | The Flying Dutchman                                                                      | The Flying Dutchman |
| 母 Vampire 黒鹿毛 1889     | 母の父Galopin 鹿毛 1872                                                                  | Flying Duchess                                                                           | Merope                                                                                   |                     |
| 母 Vampire 黒鹿毛 1889     | 母の母Irony 栗毛 1881                                                                    | Rosebery                                                                                 | Speculum                                                                                 | Speculum            |
| 母 Vampire 黒鹿毛 1889     | 母の母Irony 栗毛 1881                                                                    | Rosebery                                                                                 | Ladylike                                                                                 |                     |
| 母 Vampire 黒鹿毛 1889     | 母の母Irony 栗毛 1881                                                                    | Sarcasm                                                                                  | Breadalbane                                                                              | Breadalbane         |
| 母 Vampire 黒鹿毛 1889     | 母の母Irony 栗毛 1881                                                                    | Sarcasm                                                                                  | Jeu d'Esprit                                                                             |                     |
| 母系(F-No.)                | (FN:7-d)                                                                                 | (FN:7-d)                                                                                 | (FN:7-d)                                                                                 | [ § 3 ]             |
| 5代内の近親交配            | Galopin 2x3=37.50%、 Vedette 3x4x5=21.96%、 Stockwell 5x5=6.25%、 Voltaire 母内5x5=6.25% | Galopin 2x3=37.50%、 Vedette 3x4x5=21.96%、 Stockwell 5x5=6.25%、 Voltaire 母内5x5=6.25% | Galopin 2x3=37.50%、 Vedette 3x4x5=21.96%、 Stockwell 5x5=6.25%、 Voltaire 母内5x5=6.25% | [ § 4 ]             |
| 出典                       | 1. 2. 3. 4.                                                                              | 1. 2. 3. 4.                                                                              | 1. 2. 3. 4.                                                                              | 1. 2. 3. 4.         |